# 截頭表音法
截頭表音法（Acrophony,/əˈkrɒfəni/）指字母名稱是以該字母開首的單字。

- 希臘字母是以截頭表音法命名，例如字母α、β的名稱分別是。

- 原始迦南字母是截頭表音法的範例。表示發音 /a/ 的字母是象徵「牛（讀音 ʾalp）」的象形文字，因此把該字母命名為「牛（ ʾalp）」，後來演化為拉丁字母 A。第二個腓尼基字母是表示發音 /b/ 、象徵「屋（讀音 bet）」的象形文字，因此把該字母命名為「屋（ bet）」，後來演化為拉丁字母 B。古時的近東習慣把事物以事物的開端命名，字母系統以āleph-bēth開始，所以字母系統被稱作「alphabet」。

- 格拉哥里字母和早期西里爾字母雖然不是形意文字，字母也是以截頭表音法命名。表示發音 /a, b, v, g, d, e/ 的字母名稱是Az, Buky, Vedi, Glagol, Dobro, Est，一個幫助學生記憶字母系統的方法就是把這六個字母名稱合起來，「Az buky vedi, glagolʾ dobro estʾ」在古教會斯拉夫語解作「我能辨認字母，文字是好的」。

- 在古愛爾蘭語中，字母以樹木命名，例如 A 是 ailm（白杉）、 B 是 beith（樺）、 C 是 coll（榛）。

- 日耳曼語族的盧恩字母利用截頭表音法取名，首三個字母表示發音 /f, u, þ/ ，諾爾斯語取名 fé, ur, þurs （財富、礦渣/雨、巨人），古英語取名 feoh, ur, þorn （財富、牛、荊棘），兩組名稱均來自原始日耳曼語 fehu, uruz, thurisaz 。

- 現代無線電話通訊和航空通訊普遍使用北約音標字母，以 Alpha, Bravo, Charlie 代表英文字母 A, B, C 等來避免理解錯誤。

- 唱名如do、re、mi、fa、so、la、ti，來自拉丁語聖詩'首節中每一行的首個音節︰

Ut queant laxis
resonare fibris,
Mira gestorum
famuli tuorum,
Solve polluti
labii reatum,
Sancte Iohannes.

## 外部連結
- How the Alphabet was Made （页面存档备份，存于）, Kipling's story, online at Boop.org